# Casa de Isla Negra

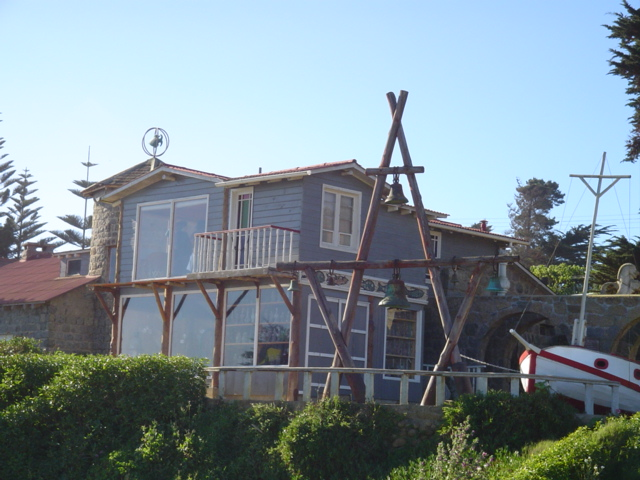
La Casa de Isla Negra en 2004.

La casa de Isla Negra (la « maison d'Isla Negra »), était une des trois résidences que le poète Pablo Neruda possédait dans son pays. Elle est située à Isla Negra (es) au sud de la ville d’ El Quisco.

## Localisation
Elle est située à une centaine de kilomètres au sud-ouest de Santiago, la capitale, et à une cinquantaine de kilomètres au sud de Valparaiso — plus exactement à Isla Negra (es), dans la commune de El Quisco dans la province de San Antonio.

## Description
Située en bordure d'une plage de sable et rochers, avec vue sur l'océan Pacifique, cette résidence, acquise en 1938 par Neruda, et devenue musée, renferme une très importante collection d'objets collectionnés par le poète durant toute sa vie. La thématique de la mer, chère au poète, est prédominante : figures de proue, instruments de navigation, coquillages, mappemondes, etc. Elle se complète par de nombreux objets ramenés de voyage : poteries, figures de l'Île de Pâques, masques de formes, etc.
C'est face à l'océan, un peu à l'écart dans le jardin, que sont enterrés Pablo Neruda et sa troisième épouse, Matilde Urrutia.